# Endotricha pyrosalis
Espèce
Endotricha pyrosalis est un insecte lépidoptère de la famille des Pyralidae vivant en Australie.